# Кария (Айти)
Ка́рия (яп. 刈谷市 Кария-си) — город в Японии, расположенный в центральной части префектуры Айти на восточном берегу реки Сакаи. Основан 1 апреля 1950 года путём предоставления посёлку Кария статуса города. Сейчас город — центр автомобилестроительной и сталеварной промышленностей.
Площадь города составляет 50,45 км², население — 148 165 человек (1 июня 2014), плотность населения — 2936,87 чел./км².

## Городов-побратимов
- Миссиссога, Онтарио, Канада